# Vòxel

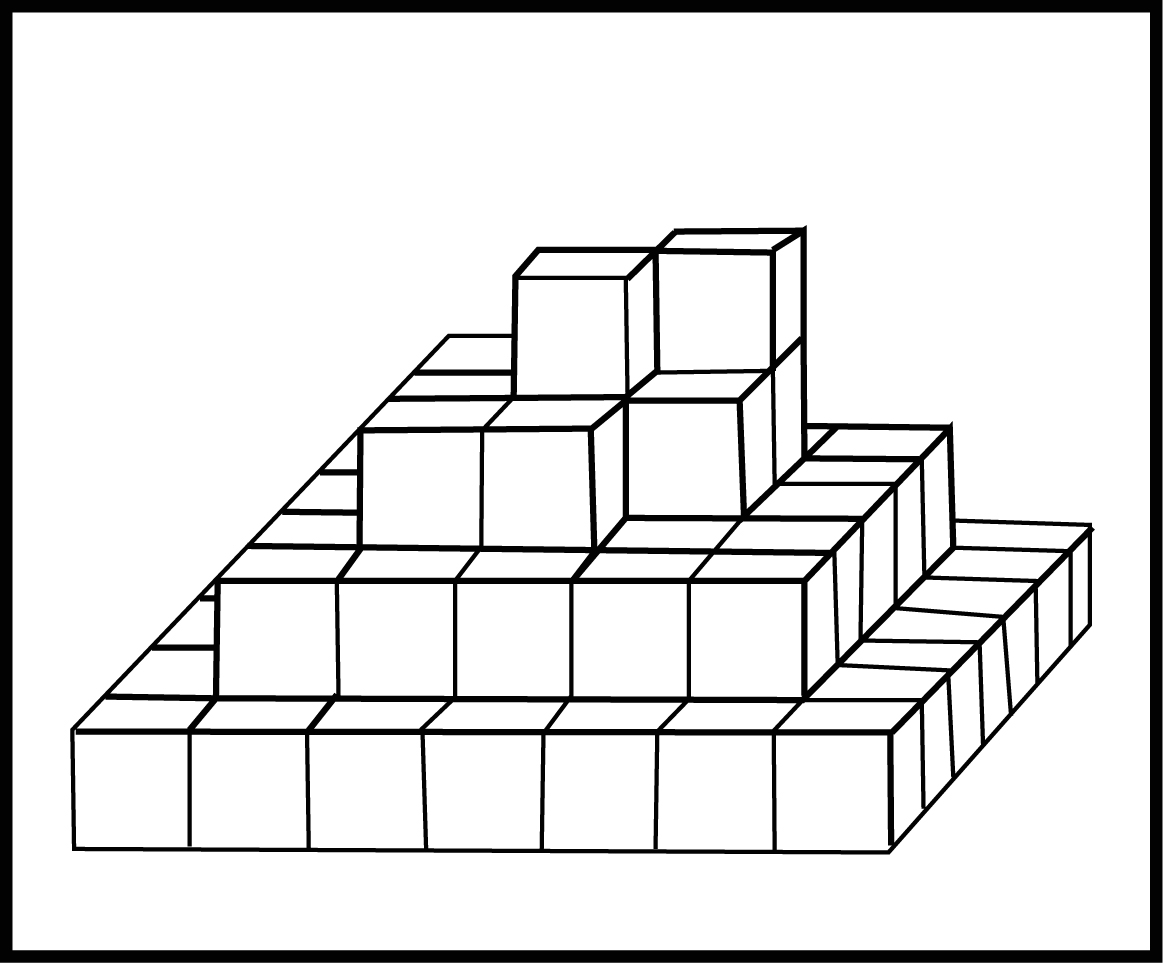
Vòxels

Un vòxel és un píxel volumètric. És la mínima part distingible d'una imatge en tres dimensions, per aconseguir mitjançant tres eixos, l'alçada, amplada i profunditat en les imatges 3D.
La paraula anglesa voxel prové de les paraules angleses volume (vo) i pixel (xel).
Cada vòxel representa el volum de l'objecte a un punt determinat. Com els píxels en un mapa de bits, els vòxels no tenen la seva posició (coordenades) explícitament codificada com els seus valors. Tanmateix, els sistemes de renderització infereixen la posició d'un vòxel segons la posició relativa d'altres vòxels. En contraposició a píxels i vòxels, els punts i els polígons acostumen a estar representats explícitament per les coordenades dels seus vèrtexs. Una conseqüència directa d'aquesta diferència és que els polígons poden representar eficientment estructures tridimensionals simples amb molt d'espai buit o homogèniament ple, mentre que els vòxels destaquen en representar espais mostrejats que no estan homogèniament plens.
Els vòxels se solen utilitzar en la visualització i l'anàlisi de dades mèdiques i científiques. Algunes pantalles 3D usen els vòxels per definir la seva resolució.

## Voxelització
La voxelització és el procés de segmentació per parts (porcions) de les imatges conegudes com a conjunts volumètrics, per tal d'aconseguir profunditat en una imatge. Aquestes imatges segmentades estan compostes per píxels.
Es defineixen dos conceptes relacionats amb aquest procés: interpíxel, interslice.

### Interpíxel
És l'espai entre dos píxels qualssevol d'una part de la imatge (porció). Representa una distància del món real.

### Interslice
És la distància que hi ha entre dues porcions d'una imatge. Representa una profunditat del món real.
El conjunt de la imatge és processat quan les porcions (que es creen a partir de la segmentació de la imatge) s'incorporen a la memòria d'un ordinador. Aquest es basa en les distàncies interpíxel i interslice per reflectir amb exactitud les mostres amb volum del món real. Un cop fet aquest procés, el conjunt ja es considera un únic bloc de dades, en què els píxels de cada porció tenen volum i, per tant, s'anomenen vòxels.

## Renderització
Un volum descrit per vòxels es pot visualitzar mitjançant renderització directa de volums o per extracció de les isosuperfícies de polígons que segueixen els contorns dels valors de llindar donats. L'algoritme de cubs de marxa s'utilitza amb freqüència per a l'extracció d'isosuperfícies, tot i que hi ha altres mètodes.
Tant el traçat de raigs com el ray casting, així com el procés de tramar, es poden aplicar a les dades vòxel per obtenir gràfics de trama bidimensionals per visualitzar en un monitor.

## Dades vòxel
Un vòxel representa una sola mostra, o un punt de dades, en una quadrícula regular tridimensional. Aquest punt de dades pot consistir en una sola part de dades, com una opacitat, o moltes parts, com el color més l'opacitat. Un vòxel representa només un punt en la quadrícula, no un volum. L'espai entre cada vòxel no està representat en una base de dades basada en vòxels. Segons el tipus de dades i la intencionalitat amb què es vulgui utilitzar el conjunt de dades, es pot reconstruir aquesta informació o fer una aproximació mitjançant, per exemple, la interpolació.
El valor d'un vòxel pot representar diverses propietats. En tomografia computada, els valors s'ubiquen a l'escala d'unitats Hounsfield segons l'opacitat dels materials als raigs X. S'aconsegueixen diferents valors en utilitzar ressonància magnètica o ecografia.
Els vòxels poden contenir múltiples variables, essencialment vectorials (tensorials). En el cas de les ecografies amb dades B i Doppler, la densitat i la ràtio de flux volumètric es capturen com a canals de dades separats relacionats amb les mateixes posicions dels vòxels.
Mentre els vòxels donen precisió i profunditat, acostumen a ser grans conjunts de dades i són difícils de tractar atès l'ample de banda dels ordinadors més comuns. Malgrat això, mitjançant compressions eficients i la manipulació de grans arxius de dades, es pot aconseguir la visualització interactiva en els ordinadors que són al mercat.
Altres valors poden ser útils per renderització tridimensional immediata, com un vector normal de superfície i el color.

## Creació d'imatges en 3D
Per a crear una imatge en tres dimensions, els vòxels han de patir una transformació d'opacitat. Aquesta transformació dona diferents valors d'opacitat a cada vòxel. Això és important quan s'han de mostrar detalls interiors d'una imatge que quedaria tapada per la capa exterior més opaca dels vòxels.

## Aplicacions del vòxel

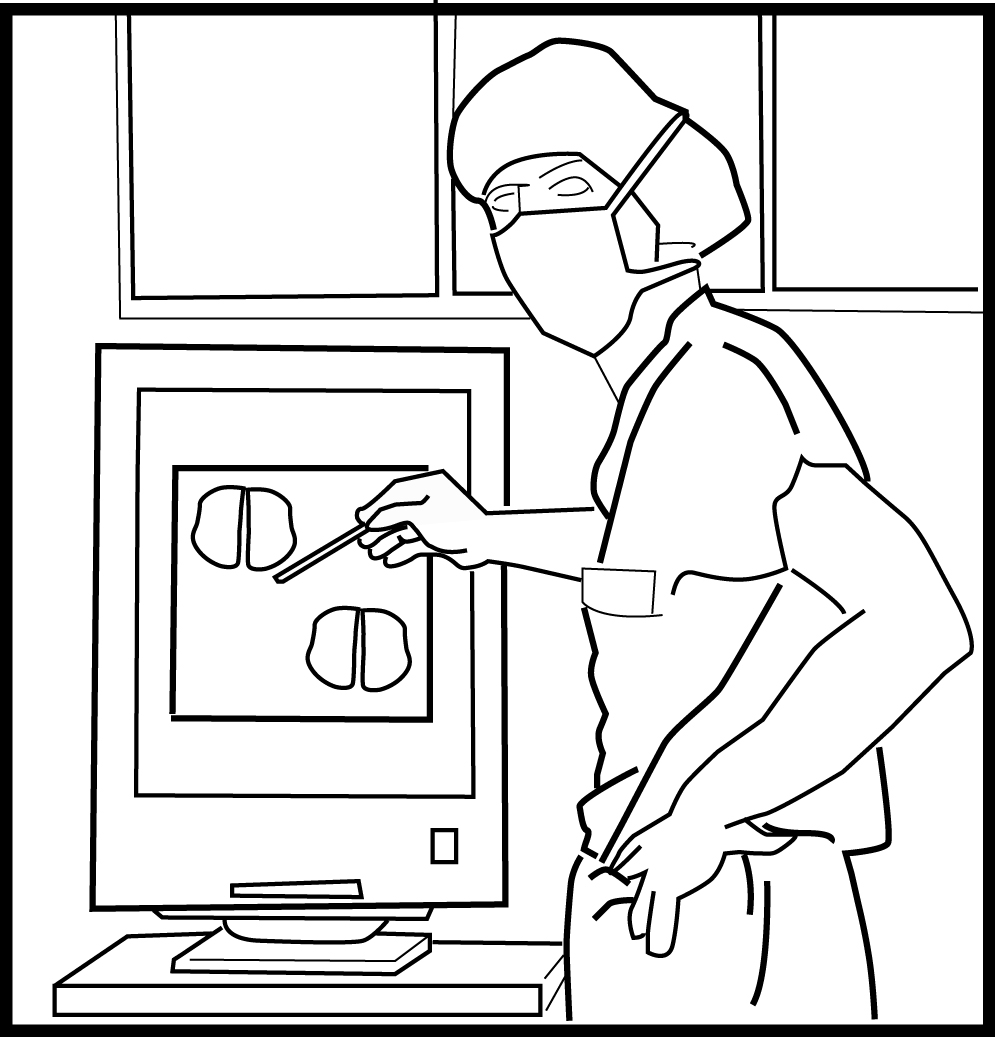
Aplicacions del vòxel a la medicina

Les imatges amb vòxels s'utilitzen generalment en el camp de la medicina i s'apliquen, per exemple, per als raigs X o per a les ressonàncies magnètiques. Així, doncs, els professionals poden obtenir un model en tres dimensions precís del cos humà. Actualment, el seu ús ja s'ha estès a multitud de camps, com ara medicina, enginyeria, cinema, jocs d'ordinador i altres.

## Editors de vòxels
Mentre que la visualització de volums en l'àmbit científic no necessita la modificació real de les dades vòxel, els editors de vòxel es poden fer servir per a crear art (sobretot art de píxel 3D) i models per a videojocs basats en vòxels. Alguns editors s'enfoquen en una sola característica de l'edició vòxel, mentre que altres barregen diferents aproximacions. Algunes de les més freqüents són:
- Basat en tall: el volum es talla en un o més eixos i l'usuari pot editar cada imatge individualment fent servir eines de trama 2D. Generalment guarden informació de color en els vòxels.
- Escultura: informació de densitat i falta de color.
- Construcció de blocs: l'usuari pot afegir i treure blocs com en un set de construcció de joguina.

## Extensions
Una generalització del vòxel és el dòxel, o vòxel dinàmic. Es fa servir en casos de conjunt de dades 4D, per exemple, una seqüència d'imatges que representen juntes un espai 3D amb una altra dimensió com el temps. En aquest sentit, una imatge pot contenir 100×100×100×100 dòxels, que es poden veure com a sèries de 100 fotogrames amb un volum d'imatge 100×100×100 (l'equivalent d'una imatge 3D seria una secció de 2D d'imatge en cada fotograma. Encara que l'emmagatzematge i la manipulació d'aquest tipus de dades requereix grans quantitats de memòria, permet la representació i anàlisi de sistemes espai-temps.